# 로베레의 장군
《로베레의 장군》(이탈리아어: Il generale Della Rovere)은 1959년 개봉된 이탈리아의 드라마 영화이다. 로베르토 로셀리니가 감독을, 세르조 아미데이가 각본을 맡았다. 1959 베네치아 영화제 황금사자상 수상작이다.

## 내용
제2차 세계대전 말기에 독일군과 연합군이 대치한 이탈리아. 독일군 점령하의 제노바에 베루토니(데 시카)라는 사기꾼이 있었다. 그는 체포된 파르티잔의 가족을 찾아 다니면서, 석방운동을 해 주겠다는 조건으로 돈을 갈취하여 여인과 도박에 탕진한다. 마침 우연히 점령 지역에 잠입한 로베레 장군이 살해되었는데, 독일군 사령관 뮐러 대령(멧세머)은 사기꾼인 베루토니를 로베레 장군으로 가장시켜 포로수용소로 보낸다. 독일군 대령은 가짜 장군을 이용하여 수용소안에 있는 파르티잔의 지도자 파브리치오를 찾아 내려고 한다. 그런데, 사기꾼도 수용소 내부의 진상을 알고서는 점차로 파르티잔들에게 접근한다. 충실한 간수의 죽음과 고문―그는 결국 파브리치오를 지명하지 않고서 로베레 장군 신분으로 총살된다.

## 감상
<화형대(火刑臺)위의 잔>(1954)이래 한동안 침묵을 지키고 있던 로셀리니가 5년 만에 발표한 장편이다. 또다시 전쟁 가운데서 소재를 구하면서 현대적인 인간성의 문제를 날카롭게 묘사하고 있다. 네오 리얼리즘의 새로운 전개로써 문제가 되었다. 데 시카의 좋은 연기도 퍽 인상에 남는다.

## 출연

### 주연
- 비토리오 데 시카
- 한스 메셈머

### 조연
- 비토리오 카프리올리
- 난도 안젤리니
- 루치아노 피고찌
- 커트 폴터
- 린다 베라스
- 산드라 밀로
- 지오반나 랄리
- 안네 베르농
- 에스터르 카를로니